# 东姑阿都拉曼·哈山纳·杰弗里
东姑阿都拉曼·哈山纳·杰弗里·哈芝·伊本·苏丹依布拉欣（马来语：Tunku Abdul Rahman Hassanal Jefri Al-Haj ibni Sultan Ibrahim；1993年2月5日—）是柔佛苏丹依布拉欣·依斯迈和苏丹后拉惹查丽苏菲亚的第五个孩子和四子。

## 个人生活
1993年2月5日，东姑阿都拉曼生于柔佛新山，为苏丹依布拉欣·依斯迈和苏丹后拉惹查丽苏菲亚的第五个孩子和四子，即王储东姑依斯迈、东姑敦阿米娜、东姑依德利斯、已故东姑阿都加里尔的弟弟，东姑阿布峇卡的哥哥。
东姑阿都拉曼是一名职业赛车手。他和他的兄弟东姑阿布峇卡经常代表马来西亚，特别是柔佛州参加国际赛车比赛。此外，东姑阿都拉曼从2009年5月至10月接受了为期5个月的基本军事训练，当时他的军衔为中尉。他也曾在柔佛御林军服役。

## 头衔、称号、荣誉及旗帜

### 头衔及称号
- 1993年2月5日-2010年01月23日：东姑阿都拉曼·哈山纳·杰弗里·伊本·东姑依布拉欣·依斯迈殿下
His Highness/Yang Amat Mulia Tunku Abdul Rahman Hassanal Jefri ibni Tunku Ibrahim Ismail
- 2010年01月23日-2010年02月22日：东姑阿都拉曼·哈山纳·杰弗里·伊本·苏丹依布拉欣殿下
His Highness/Yang Amat Mulia Tunku Abdul Rahman Hassanal Jefri ibni Sultan Ibrahim
- 2010年02月22日-至今：东姑邦里马东姑阿都拉曼·哈山纳·杰弗里·伊本·苏丹依布拉欣殿下
His Highness/Yang Amat Mulia Tunku Abdul Rahman Hassanal Jefri Al-Haj ibni Sultan Ibrahim, Tunku Panglima Johor

### 荣誉
- 柔佛王室勋章
- 柔佛王冠效忠勋章
- 蘇丹依斯邁效忠勳章
- 蘇丹依布拉欣拿督斯里勳章[4]
- 蘇丹依布拉欣勳章

### 旗帜
东姑阿都拉曼使用皇室旗帜，蓝旗，带有红色五角星和新月，每个角有四个红色三角形。
| 东姑邦里马的皇家旗帜 |